# حمام قدیمی دهبار
حمام قدیمی دهبار؛ نام حمامی تاریخی مربوط به اواخر دورهٔ قاجار است و در شهرستان بینالود، بافت مسکونی روستای دهبار واقع شده و این اثر در تاریخ ۱۳ بهمن ۱۳۸۸ با شمارهٔ ثبت ۲۹۰۷۱ به‌عنوان یکی از آثار ملی ایران به ثبت رسیده‌است.